# FC 브뤼셀
FC 브뤼셀(FC Brussels)은 벨기에의 수도 브뤼셀을 연고로 했던 축구 클럽이다. 이 팀은 1932년에 창단되었으며, 2014년에 재정난으로 인해 파산하였다.

## 역대 감독
| 감독          | 임기 |
| ------------- | ---- |
| 로베르 와세주 | 2005 |
| 미셸 드 올프  | 2011 |